# Banglades zászlaja

Polgári zászló. Arányai: 1:2

Hadilobogó. Arányai: 1:2

Banglades zászlaja Banglades egyik nemzeti jelképe.
A zászlót 1972. január 17-én adoptálták. A zöld az ország természeti környezetére, életerejére és a fiatalságra utal. A vörös kör a függetlenség felkelő napjának a szimbóluma, amely a véres küzdelmek éjszakájából emelkedik ki.
A civil zászlón vörös alapon a felső szögben a nemzeti zászló található. A tengerészeti zászló megegyezik a civil zászlóval a különbség mindössze annyi, hogy fehér az alapja.